# Hotel Transylvania – Ahol a szörnyek lazulnak
A Hotel Transylvania – Ahol a szörnyek lazulnak (eredeti cím: Hotel Transylvania) 2012-ben bemutatott amerikai 3D-s számítógépes animációs film, amelynek rendezője Genndy Tartakovsky, a Dexter laboratóriuma, a Szamuráj Jack és a Szimbionikus titán alkotója. A producerei Michelle Murdocca és Lydia Bottegoni, a forgatókönyvírói Peter Baynham és Robert Smigel, a zeneszerzője Mark Mothersbaugh. A mozifilm a Sony Pictures Animation gyártásában készült, a Columbia Pictures forgalmazásában jelent meg. Műfaját tekintve fantasyfilm és filmvígjáték.
Amerikában 2012. szeptember 28-án, Magyarországon 2012. október 4-én mutatták be a mozikban. A mozifilmet Magyarországon a Cartoon Network is támogatta.

## Cselekmény
|  | Alább a cselekmény részletei következnek! |

Drakula gróf 1895 táján egyedül neveli egy szem gyermekét, Mavist, rendkívül féltő módon, Erdély egyik eldugott szegletében. Felépíti az embermentes szállodát, a Hotel Transylvaniát, amely egy a külvilágtól elrejtett hely, ahová minden szörny betérhet és kipihenheti magát.
Napjainkban a hotelben összegyűlnek a világ leghíresebb szörnyei, köztük Drakula legjobb barátai, Frankenstein és a felesége, Lujza, Murray, a múmia, Wayne, a vérfarkas és egész családja, valamint Griffin, a láthatatlan ember, hogy megünnepeljék Mavis 118. születésnapját. Mavis azonban azt szeretné, ha nagykorúvá válásával végre elhagyhatná a hotelt, és láthatná a világot. Apja látszólag beleegyezik ebbe és arra biztatja, hogy először repüljön el denevérszárnyon a közeli faluba, és győződjön meg róla ott, hogy milyen az emberek világa. Ám Drakula maga hozott létre egy hamis falut, hamis emberekkel, akik a szálloda zombiszemélyzete, hogy a lánya többé ne akarjon elmenni a hotelból, bebiztosítva ezzel a biztonságát. Mavisnak szörnyű tapasztalata lesz az emberekkel szemben, akik égő fáklyákkal és vasvillákkal támadnak rá, épp, ahogy az apjától hallotta, ezért megfogadja, soha többé nem fogja elhagyni a hotelt.
Azonban Drakula színjátékának következtében egy átlagos 21 éves, fiatal turista, Jonatán felfigyel a különös zombialkalmazottakra és a sötét erdőn és a rejtett bejáraton keresztül követi őket a hotelbe. Amikor Drakula felfedezi az idegent, kétségbeesetten próbálja őt elrejteni a többi szörny elől, nehogy bárkinek is feltűnjön, hogy egy ember van közöttük, így beöltözteti egy Frankeinstein-jelmezbe, és azt mondja, hogy ő Frankenstein távoli unokatestvére, Jona-stein. Jonatán rövidesen találkozik Mavissel, akiknek igencsak megtetszik a helyes új "szörny", így Drakula kénytelen azt mondani, hogy Jonatán Mavis születésnapja miatt van itt, hogy a lány egy korabelijével legyen együtt. A gróf szeretne minél hamarabb megszabadulni Jonatántól, ám nehezíti a helyzetét, hogy a szörnyek, köztük Mavis is, kezdik egyre jobban megkedvelni a vagány ifjút, aki teljesen felpörgeti a születésnapi ünnepség menetét, természetéhez igazodó szórakozási elveivel. Végül maga Drakula is úgy gondolja, hogy Jonatán emberhez képest mégis csak jó lélek, mivel a vámpírokról szóló ismeretei tisztességesek.
Elmeséli neki családjuk tragikus történetét, melyben az emberek megölték a feleségét és felgyújtották egykori otthonát. Drakula akkor alapította meg a hotelt, azért, hogy megóvja a lányát a külvilág veszélyeitől, és azóta is attól fél, ha Mavis valaha is elhagyná a hotelt, elveszítené őt. Jonatán elmagyarázza, hogy a világ azóta már sokat változott,  de Drakula nem hisz neki, szerinte a külvilág sosem fogadná el őket, szörnyeket.
Eközben Quasimodo, a hotel goromba főszakácsa rájön, hogy egy ember bujkál a szállodában, és mikor felfedezi, hogy ki is az, azt tervezi, hogy elfogja és megfőzi őt a szörnyek számára, de Drakula időben a barátja segítségére siet, és bűverejével megbénítja a séfet. Mavis születésnapi partiján Jonatán megszervezésének köszönhetően minden vendég felhőtlenül szórakozik, még a gróf is jól érzi magát, egészen addig, míg szemtanúja nem lesz Jonatán és Mavis elcsattanó csókjának. Szörnyű haragjában véletlenül kifecsegi mindenki előtt, hogy hazudott Mavisnak az emberekkel kapcsolatban, majd kisvártatva egy talicskában ülve megjelenik a lebénított Quasimodo, és felfedi Jonatán igazi kilétét. Míg a többi szörny rémülten elmenekül, Mavis azt mondja, őt nem érdekli, hogy a fiú egy ember, mert akkor is szereti őt, de Jonatán látva Drakula dühét és csalódottságát azt mondja, ő nem szereti viszont, majd szomorúan távozik a hotelból.
A történtek miatt Mavis szomorú lesz, és azt mondja az apjának, hogy örökre a hotelban fog maradni, mivel az álmai már szertefoszlottak. Drakula ekkor rájön, hogy azzal, hogy  mindig csak a lánya védelmezésével törődött, megfosztotta őt az igaz szerelemtől, vagyis a dingtől, amely csak egyszer fordul elő egy szörny életében, akárcsak ő és a felesége között.
Miután sikerül elsimítania a kibontakozott botrányt a szállodában, Drakula azzal a kívánsággal fordul a barátaihoz segítségért, hogy megkeressék és visszahozzák Jonatánt. Megtudják, hogy a fiú hamarosan felszáll egy erdélyi repülőtérről induló járatra, amely reggel indul, a napfelkelte után. Ahogy sietve haladnak a reptér felé, a városban egy Szörnyfesztivál közepén találják magukat, ahol megdöbbenten tapasztalják, hogy XXI. században szinte már senki sem utálja a szörnyeket, sőt nagyon is kedvelik őket. Mivel a fesztiválon túl nagy a tömeg, hogy időben a reptérre jussanak, ezért Frankenstein felszólal az emberekhez Drakula érdekében és a segítségüket kéri. Így a többi jelmezbe öltözött Drakula utat nyit az igazi grófnak, és a köpenyeikkel még árnyékot is nyújtanak a számára, nehogy a Nap megperzselje. Az emberek segítségével Drakula szélsebesen a reptérre jut, de Jonatán gépe épp felszáll, így kénytelen denevérként utána repülni, kockáztatva, hogy elég a napon. Végül sikerül utolérnie a repülőt, ahol az akarata alá vonja a pilótát, aki így a hangosbemondón keresztül beszél Jonatánhoz, és a bocsánatát fejezi ki, majd a gép kényszerleszállását rendeli el.
Később Drakula visszatér a hotelba Jonatánnal, aki elmondja Mavisnak, hogy ő az ő dingje, és hogy miért utasította el őt olyan durván. Drakula végül elfogadja a kettejük kapcsolatát, és végre elengedi Mavist is világot látni, hogy elrepüljön Hawaii-ra, ahová mindig is vágyott. Ezután egy hatalmas ünnepséget rendeznek a szállodában, ahol minden szörny boldogan énekel együtt, és még a gróf is megmutatja páratlan raptudását.
|  | Itt a vége a cselekmény részletezésének! |

## Szereplők
| Szereplő                    | Eredeti hang        | Magyar hang                                                                                | Fajtája               |
| --------------------------- | ------------------- | ------------------------------------------------------------------------------------------ | --------------------- |
| Drakula gróf                | Adam Sandler        | Csőre Gábor                                                                                | vámpír                |
| Jonatán                     | Andy Samberg        | Berkes Bence                                                                               | ember                 |
| Mavis                       | Selena Gomez        | Gulás Fanni                                                                                | vámpír                |
| Frank / Frankenstein        | Kevin James         | Széles László                                                                              | szörny                |
| Lujza                       | Fran Drescher       | Szirtes Ági                                                                                | szörny                |
| Wayne                       | Steve Buscemi       | Epres Attila                                                                               | vérfarkas             |
| Wanda                       | Molly Shannon       | Kisfalvi Krisztina                                                                         | vérfarkas             |
| Griffin                     | David Spade         | Rajkai Zoltán                                                                              | láthatatlan ember     |
| Murray                      | Cee Lo Green        | Takátsy Péter                                                                              | múmia                 |
| Quasimodo                   | Jon Lovitz          | Reviczky Gábor                                                                             | Notre Dame-i toronyőr |
| Zsugorfejek                 | Luenell             | Ganxsta Zolee                                                                              | zsugorfejek           |
| Légy                        | Chris Parnell       | Bolla Róbert                                                                               | légy                  |
| Páncélruha                  | Brian George        | Láng Balázs                                                                                | páncél                |
| Martha                      | Jackie Sandler      | Györgyi Anna                                                                               | vámpír                |
| Winnie                      | Sadie Sandler       | Koller Virág                                                                               | vérfarkas             |
| Mavis fiatalon              | Sadie Sandler       | Jelinek Éva                                                                                | vámpír                |
| Pilóta                      | Brian Stack         | Király Adrián                                                                              | ember                 |
| Ál Drakula                  | Robert Smigel       | Németh Gábor                                                                               | ember                 |
| Marty                       | Robert Smigel       | (saját hangján)                                                                            | szörny                |
| Csontváz férj               | Rob Riggle          | Garamszegi Gábor                                                                           | csontváz              |
| Szörnyecske férj            | N/A                 | Garamszegi Gábor                                                                           | szörnyecske           |
| Szörnyecske                 | Jonny Solomon       | Minárovits Péter                                                                           | szörnyecske           |
| Spongya                     | N/A                 | Minárovits Péter                                                                           | spongya               |
| Szőrös szörny               | Brian McCann        | Bácskai János                                                                              | szőrös szörny         |
| Művezető                    | James C.J. Williams | Bácskai János                                                                              | szörny                |
| Lány a tömegben             | N/A                 | Bárány Virág                                                                               | ember                 |
| Légy fiú                    | N/A                 | Bodrogi Attila                                                                             | légy                  |
| Vérfarkasnak öltözött férfi | N/A                 | Bodrogi Attila                                                                             | ember                 |
| Vámpír a TV-ben             | N/A                 | Bor László                                                                                 | vámpír                |
| Női hang a telefonban       | N/A                 | Csizmadia Gabriella                                                                        | diszpécser            |
| Yeti                        | N/A                 | Galambos Péter                                                                             | jeti                  |
| Szörnyecske asszony         | N/A                 | Halász Aranka                                                                              | szörnyecske           |
| Csontváz feleség            | N/A                 | Hirling Judit                                                                              | csontváz              |
| Szörnyecske feleség         | N/A                 | Hirling Judit                                                                              | szörnyecske           |
| Agy szörny                  | N/A                 | Katona Zoltán                                                                              | agy szörny            |
| Férfi a repülőn             | N/A                 | Maday Gábor                                                                                | ember                 |
| Koponya labda               | N/A                 | Potocsny Andor                                                                             | koponya               |
| Pók                         | N/A                 | Potocsny Andor                                                                             | pók                   |
| Egyik vérfarkaskölyök       | N/A                 | Straub Martin                                                                              | vérfarkas             |
| Falusi férfi                | N/A                 | Sturcz Attila                                                                              | ember                 |
| Hydra                       | N/A                 | Szokol Péter                                                                               | hidra                 |
| Koponya telefon             | N/A                 | Szokol Péter                                                                               | koponya               |
| Boszorkány szobalány        | N/A                 | Téglás Judit                                                                               | boszorkány            |
| Falusi zombik               | N/A                 | Bodrogi Attila Kajtár Róbert Papucsek Vilmos Potocsny Andor Stern Dániel Sturcz Attila     | zombik                |
| Szörnyek                    | N/A                 | Honti Molnár Gábor Juhász György Kajtár Róbert Katona Zoltán Mesterházy Gyula Stern Dániel | szörnyek              |
| Szörny az előcsarnokban     | N/A                 | Honti Molnár Gábor Juhász György Kajtár Róbert Mesterházy Gyula Papucsek Vilmos            | szörnyek              |
| Szurkoló férfiak            | N/A                 | Bodrogi Attila Bor László Maday Gábor                                                      | emberek               |
| Szurkolólányok              | N/A                 | Bárány Virág Téglás Judit                                                                  | emberek               |
| Pasik a tömegben            | N/A                 | Mesterházy Gyula Stern Dániel Sturcz Attila Szuchy Péter                                   | emberek               |

## Utalások
- Amikor a vámpírnak öltözött emberek köpenyükből árnyékot csinálnak Drakulának, és az átfut alattuk, az egyik ember azt mondja: "Fuss, Drakula, fuss!" ami a Forrest Gump-ban elhíresült "Fuss, Forest, fuss!" paródiája.
- A repülőgépen az Alkonyat részlet, kiparodizálva. "– Figyu! Régóta szeretnél vámpír lenni? – Hát ezért rossz az imidzsünk, felháborító..."

## Rekordok
A Hotel Transylvania megdöntötte a "minden idők legjobb szeptemberi nyitóhétvégéje" címet.

## Televíziós megjelenések
HBO, HBO Comedy, HBO 2, Digi Film, FEM3 / PRIME, Mozi+, Moziverzum, Sony Max, Sony Movie Channel, Super TV2, TV2, RTL, Film+